# Flyttningslängd
Flyttningslängd är en kyrkbok som innehåller uppgifter om dem som flyttar till/från en församling. Ibland är den uppdelad i två separata böcker, en inflyttningslängd och en utflyttningslängd. Det finns uppgifter om namn på dem som flyttar ut eller flyttar in, datum samt vart de flyttar eller var de kommer ifrån. Flyttningslängderna kan underlätta personsökning eftersom det angavs var i husförhörslängden den flyttande kan återfinnas.
Före 1860 var flyttningslängderna inte direkt standardiserade och utformades på varierande sätt i olika stift. De utgjorde ett slags diarium över utskrivna och mottagna flyttningsattester. Från kyrkans synvinkel uppfattades dessa därför som onödiga, särskilt under 1700-talet. Fasta regler och formulär för flyttningslängderna kom först 1860, där den inflyttandes/utflyttandes namn, stånd, yrke, varifrån utflyttningen skett samt var den inflyttande bosatt sig skulle anges. De skulle föras kronologiskt med in- och utflyttningsnoteringarna på samma uppslag. Genom kyrkobokföringsförordningen 1915 ändrades detta till att de skulle föras i två separata band istället.
Från och med den 1 juli 1991 tas en flyttningslängd ut från det digitaliserade folkbokföringssystemet istället.